# Префектура Шимане
Шимане (Јапански:島根県; Shimane-ken) је префектура у Јапану која се налази у региону Чугоку на острву Хоншу. Главни град је Мацуе.